# Lemeš Križevački
Lemeš Križevački falu Horvátországban Kapronca-Kőrös megyében. Közigazgatásilag Kőröshöz tartozik.

## Fekvése
Köröstől 3 km-re délkeletre a Glogovnica-patak partján fekszik.

## Története
1857-ben 134, 1910-ben 239 lakosa volt. Trianonig Belovár-Kőrös vármegye Körösi járásához tartozott. 2001-ben 192 lakosa volt.

## Külső hivatkozások
Körös város hivatalos oldala